# Greg Ion
Gregory Stewart Ion, plus connu sous le nom de Greg Ion (né le 12 mars 1963 à Vancouver au Canada) est un joueur de football international canadien, qui évoluait au poste de milieu de terrain.

## Biographie

### Carrière en club
Greg Ion joue 430 matchs au sein des championnats nord-américains, inscrivant 143 buts. Il réalise ses meilleures performances lors des saisons 1988-1989 et 1989-1990, où il inscrit 24 buts en championnat avec le club du Kansas City Comets.

### Carrière en sélection
Greg Ion reçoit six sélections en équipe du Canada entre 1983 et 1988.
Il joue son premier match en équipe nationale le 6 décembre 1983, en amical contre le Mexique. Il dispute son dernier match le 19 mai 1988, en amical contre la Grèce.
Il figure dans le groupe des sélectionnés lors de la Coupe du monde de 1986. Lors du mondial organisé au Mexique, il ne joue aucun match.